# SKASUCKS (음반)
《SKASUCKS(Self-Titled)》는 2010년 7월 7일에 도프뮤직에서 발매된 스카썩스(SKASUCKS)의 첫 번째 정규이다.

## 개요 및 평가
스카썩스의 첫 번째 정규 레코드인 SKASUCKS(Self-Titled)는, 크라잉넛 김인수의 말을 빌려
한국에서 가장 급진적인 스카펑크 명반이라는 호칭이 가장 잘어울리는
이전 한국 스카펑크의 정의를 새로쓴 레코드로 평가 받고 있다.
이전작 [New Generation of SKA]]에서 보여준 60~70년대 영국 스카를 기본 베이스에
90년대 초반 Operation Ivy를 섞어놓은듯한 사운드만으로는 이제 스카썩스만의 색깔을 정의내리기 힘들정도로
펑크와 스카 스킨헤드레게 싸이코빌리등의 묘한 조합으로 진정 스카썩스만의 사운드와 함께
앞으로의 스카썩스의 행보를 주목하게 만든다.

## 녹음
2010년 2월부터 시작한 SKASUCKS(Self-Tiled)는 한국 헤비뮤직계의 마이다스의손으로 불리는
조상현에 의해 AIM과 M.O.L스튜디오 두곳에서 녹음되었다.
애초에 이 앨범은 크라잉넛의 김인수가 프로듀싱 하기로 되어있었으나.
크라잉넛의 불편한파티앨범 릴리즈 이후 바빠진 스케줄로 인해 무산되었고.
김인수는 이 앨범의 고문 역할을 맡기로한후
후임 프로듀서를 구하지 못한채 셀프 프로듀싱으로 진행될 예정이었으나.
진행되는 녹음과정에서의 조상현의 개입으로 자연스럽게 조상현이 프로듀싱을 맡게되었다.
조상현의 프로듀싱에 대해 스카썩스멤버들은
"조상현의 개입이 없었다면 이만큼도 할 수 없었을 것이다"며
"이번 녹음기간 동안 어렵고 힘든과정에서 조상현이 음악적으로 뿐만 아니라
밴드와 대화하며 느끼고 이해하면서 인간적인 유대감을 나눴다"며 만족감을 표시했다.
SKASUCKS(Self-Titled)는 드럼파트는 AIM에서 녹음되었고
나머지 파트는 모두 M.O.L에서 녹음되었다.

## 수록곡
1. "Sick Carnival" - 1:10 (나범주/스카썩스)
2. "Disaster SKA" - 1:09 (이동혁/스카썩스/유진석)
3. "Skaholic" - 3:05 (홍성민/스카썩스/유진석)
4. "Join our Stage" - 1:55 (홍기선/스카썩스/유진석)
5. "Our Glass" - 2:24 (Wolly/스카썩스/유진석)
6. "Freaky Rude" - 5:53 (Wolly, 유진석/스카썩스/Wolly, 유진석)
7. "Insomnia Serenade" - 1:48 (Wolly, 나범주/스카썩스)
8. "Swimming In The Dream" - 5:13 (스카썩스/스카썩스/유진석)
9. "Evening Dusk (Way To Midnight Cowboy)" - 1:49 (스카썩스)
10. "Midnight Cowboy" - 2:44 (스카썩스/스카썩스/유진석)
11. "Chick of Devil" - 2:06 (홍기선/스카썩스)
12. "Soul of Kids" - 2:30 (유진석/스카썩스/유진석)
13. "Joker's Poem" - 2:49 (유진석/스카썩스/유진석)
14. "9 to 10" - 2:57 (유진석/스카썩스/유진석)
15. "Untitled" - 3:38 (유진석/스카썩스/유진석)
16. "Skinhead Moonstomp" - 3:47

## 부가정보
- Mixed by 스카썩스, 조상현
- Mastered by 조상현
- Guitar by Wolly, 홍기선, 이동혁
- Bass by 이동혁
- Organ by 나범주
- Vocal by 유진석
- Guitar, Bass, Organ, Vocal Recorded by M.O.L
- Drum Recorded by AIM
- Album Cover Artwork by 나범주, 유진석
- Photos by 위정희
- Percussion by 이석율 a.k.a Kingston Rudieska, 김인수 a.k.a Crying Nut
- 9 to 10 Female Vocal by 김지원
- Untitled Vocal by 윤형식 a.k.a RUX, 이태선 a.k.a GOGOSTAR